# Bianca Andreescu
Bianca Vanessa Andreescu (* 16. Juni 2000 in Mississauga, Ontario) ist eine kanadische Tennisspielerin.

## Leben
Andreescu wurde in Mississauga, einem Vorort von Toronto, als Tochter rumänischer Einwanderer geboren. Als sie sechs Jahre alt war, ging die Familie zurück nach Rumänien. Ein paar Jahre später kehrten sie wieder nach Toronto zurück, wo Andreescu bis heute lebt.

## Karriere
Andreescu begann im Alter von sieben Jahren mit dem Tennis. 2011 trat sie dem nationalen U14-Trainingscenter des kanadischen Tennisverbandes bei. 2014 gewann sie den Orange Bowl in der Altersklasse bis 16 Jahre und 2015 in der Altersklasse bis 18 Jahre. Außerdem gewann sie im selben Jahr den Titel bei den Internationaux de Tennis Junior Banque Nationale du Canada. Auch im Doppel hatte Andreescu als Juniorin einige Erfolge vorzuweisen. So triumphierte sie 2015 an der Seite ihrer Landsfrau Vanessa Wong zunächst beim Yucatán Cup und 2017 gemeinsam mit Carson Branstine im Nachwuchswettbewerb der Australian Open sowie anschließend bei den French Open. Im Februar 2016 erzielte sie mit Platz drei ihre höchste Position in der Junioren-Tennisweltrangliste. Laut Spielerprofil bevorzugt Andreescu Sandplätze.
Auf der ITF-Tour debütierte Andreescu schon 2015 und erreichte bei ihrem ersten Auftritt bei einem Turnier der $25.000-Kategorie auf Anhieb das Endspiel. Anschließend erhielt sie von den Veranstaltern des Rogers Cup eine Wildcard für die Qualifikation zum Premier-5-Turnier in Toronto und gab so ihren Einstand auf der WTA Tour, scheiterte aber in der ersten Runde. 2016 holte sie bei einem Turnier der $25.000-Kategorie ihren ersten Titel und erreichte danach bei einem Turnier der 50.000$-Kategorie ein weiteres Endspiel. Nach dem Gewinn zweier weiterer ITF-Turniere 2017, startete Andreescu bei den French Open erstmals in der Qualifikation zu einem Grand-Slam-Turnier, schied aber bereits in der Auftaktrunde aus. In Wimbledon gelang ihr daraufhin erstmals der Einzug in die Hauptrunde, jedoch scheiterte sie auch dort zum Auftakt. In Washington gewann sie anschließend ihre ersten beiden Hauptrundenpartien auf der WTA Tour und erreichte somit ihr erstes Viertelfinale auf der WTA Tour.
Nach einem enttäuschenden Jahr 2018, in dem sie lediglich zwei Titel bei kleineren ITF-Turnieren der $25.000-Kategorie holen konnte, schaffte Andreescu zu Beginn des Januars 2019 den Durchbruch unter die Top 150, als sie als Qualifikantin nach ihrem ersten Top-10-Erfolg gegen Caroline Wozniacki das Finale der ASB Classic in Auckland erreichte. Dort verlor sie knapp in drei Sätzen gegen Julia Görges. Bei den Australian Open 2019 schlug Andreescu Whitney Osuigwe und erreichte erstmals die zweite Runde bei einem Grand-Slam-Turnier. Ende Januar 2019 erlangte sie nach ihrem Sieg bei einem Turnier der WTA Challenger Series in Newport Beach über Jessica Pegula ihre bis dahin beste Weltranglistenplatzierung mit Platz 68 im Einzel und wurde damit vor Eugenie Bouchard zur bestplatzierten Spielerin Kanadas in der Einzelweltrangliste. Ihren bis dahin größten Erfolg erzielte Andreescu bei den BNP Paribas Open in Indian Wells, wo sie ihren ersten Turniersieg bei einem Premier Mandatory-Turnier feierte und sich mit ihrem Finalsieg über Angelique Kerber auf Platz 24 in der Weltrangliste verbessern konnte. Nach Verletzungsunterbrechungen konnte sie im selben Jahr auch in Toronto beim Rogers Cup nach Siegen gegen die Top-10-Spielerinnen Kiki Bertens, Karolína Plíšková und im Finale Serena Williams triumphieren und sich in der Einzelweltrangliste auf Platz 14 verbessern.
Im September 2019 gewann sie als Nummer 15 der Setzliste das Finale der US Open, in dem sie sich abermals gegen Williams durchsetzte. Sie ist damit die erste Grand-Slam-Siegerin überhaupt, die in den 2000er-Jahren geboren wurde. Auch ist sie die erste Kanadierin, die einen Einzeltitel bei einem Grand-Slam feiern konnte. Von der WTA wurde sie aufgrund ihres Triumphes 2019 als Newcomerin des Jahres gewürdigt. Beim darauffolgenden Premier-Mandatory-Turnier in Peking kam Andreescu ins Viertelfinale, unterlag dort aber Naomi Ōsaka. Trotzdem qualifizierte sie sich Ende des Jahres erstmals für die WTA Championships 2019 in Shenzhen, wo sie in der Vorrunde zunächst gegen Simona Halep verlor. Bei ihrer zweiten Partie gegen Karolína Plíšková verletzte sie sich am Knie, sodass sie zur Aufgabe gezwungen war und zu ihrem dritten Gruppenspiel nicht mehr antreten konnte.
Die dort erlittene Knieverletzung erwies sich als schwerer als zunächst angenommen, sodass Andreescu in der Folge die gesamte Saison 2020 ausfiel. Ihr Comeback gab sie bei den Australian Open 2021, jedoch schied sie bereits in der zweiten Runde aus. Beim anschließenden Turnier in Melbourne erzielte sie das Halbfinale. Ihr bestes Saisonergebnis gelang Andreescu danach beim Premier-Mandatory-Turnier in Miami, wo sie bis ins Finale vorrückte, in dem sie sich der damaligen Weltranglistenersten Ashleigh Barty geschlagen geben musste. Bis zum Ende der Saison nahmen ihre Leistungen merklich ab. Bei den US Open konnte sie zwar noch einmal das Achtelfinale erreichen, schloss das Jahr aber nur knapp innerhalb der besten 50 der Welt ab.
Aufgrund einer weiteren längeren Verletzungspause, verpasste Andreescu die ersten drei Monate der Saison 2022 und fiel erstmals seit 2019 aus den Top 100 der Weltrangliste heraus. Erst in Stuttgart stieg sie wieder auf die WTA Tour ein, und schied in der zweiten Runde gegen Aryna Sabalenka aus. Bei den Miami Open 2023 verletzte sie sich und musste deshalb aufgeben.
Im Februar 2017 spielte Andreescu in Metepec beim 2:1-Erfolg gegen Venezuela erstmals für die kanadische Fed-Cup-Mannschaft. In ihrer Fed-Cup-Bilanz stehen zehn Siege und drei Niederlagen zu Buche (Einzelbilanz 7:3).

## Turniersiege

### Einzel
| Nr. | Datum             | Turnier         | Kategorie             | Belag     | Finalgegnerin               | Ergebnis        |
| --- | ----------------- | --------------- | --------------------- | --------- | --------------------------- | --------------- |
| 1.  | 14. August 2016   | Gatineau        | ITF $25.000           | Hartplatz | Elizabeth Halbauer          | 6:2, 7:5        |
| 2.  | 26. Februar 2017  | Rancho Santa Fe | ITF $25.000           | Hartplatz | Kayla Day                   | 6:4, 6:1        |
| 3.  | 2. April 2017     | Pula            | ITF $25.000           | Sand      | Bernarda Pera               | 6:78, 6:2, 7:68 |
| 4.  | 21. Oktober 2018  | Florence, SC    | ITF $25.000           | Hartplatz | Mari Osaka                  | 6:4, 2:6, 6:3   |
| 5.  | 18. November 2018 | Norman, OK      | ITF $25.000           | Hartplatz | María Camila Osorio Serrano | 6:1, 6:0        |
| 6.  | 27. Januar 2019   | Newport Beach   | WTA Challenger        | Hartplatz | Jessica Pegula              | 0:6, 6:4, 6:2   |
| 7.  | 18. März 2019     | Indian Wells    | WTA Premier Mandatory | Hartplatz | Angelique Kerber            | 6:4, 3:6, 6:4   |
| 8.  | 11. August 2019   | Toronto         | WTA Premier 5         | Hartplatz | Serena Williams             | 3:1 Aufgabe     |
| 9.  | 7. September 2019 | US Open         | Grand Slam            | Hartplatz | Serena Williams             | 6:3, 7:5        |

### Doppel
| Nr. | Datum            | Turnier  | Kategorie      | Belag             | Partnerin                    | Finalgegnerinnen                    | Ergebnis         |
| --- | ---------------- | -------- | -------------- | ----------------- | ---------------------------- | ----------------------------------- | ---------------- |
| 1.  | 14. August 2016  | Gatineau | ITF $25.000    | Hartplatz         | Charlotte Robillard-Millette | Mana Ayukawa Samantha Murray        | 4:6, 6:4, [10:6] |
| 2.  | 29. Oktober 2017 | Saguenay | ITF $60.000    | Hartplatz (Halle) | Carol Zhao                   | Francesca Di Lorenzo Erin Routliffe | kampflos         |
| 3.  | 21. Juli 2018    | Gatineau | ITF $25.000    | Hartplatz         | Carson Branstine             | Hsu Chieh-yu Marcela Zacarias       | 4:6, 6:2, [10:4] |
| 4.  | 2. Mai 2025      | Vic      | WTA Challenger | Sand              | Aldila Sutjiadi              | Leylah Fernandez Lulu Sun           | 6:2, 6:4         |

## Turnierbilanz

### Einzel
Die Tabelle listet die Ergebnisse der Grand-Slam-Turniere, der Tour Championships, der Olympischen Spiele, des Fed Cups bzw. Billie Jean King Cups und der Turniere folgender Kategorien auf: 1990–2008: Tier I, 2009–2020: Premier Mandatory und Premier 5, ab 2021: WTA 1000.
| Turnier              | 2015 | 2016 | 2017 | 2018 | 2019 | 2020 | 2021 | 2022 | 2023 | 2024 | 2025 | Karriere |
| -------------------- | ---- | ---- | ---- | ---- | ---- | ---- | ---- | ---- | ---- | ---- | ---- | -------- |
| Australian Open      | –    | –    | –    | Q1   | 2    | –    | 2    | –    | 2    | –    | –    | 3 × 2R   |
| French Open          | –    | –    | Q1   | Q3   | 2    | –    | 1    | 2    | 3    | 3    | Q2   | 2 × 3R   |
| Wimbledon            | –    | –    | 1    | Q3   | –    |      | 1    | 2    | 3    | 3    | Q2   | 2 × 3R   |
| US Open              | –    | –    | Q1   | Q1   | S    | –    | AF   | 3    | –    | 1    |      | 1 × S    |
| WTA Finals           | –    | –    | –    | –    | RR   |      | –    | –    | –    | –    |      | 1 × RR   |
| Doha                 |      | –    |      | –    |      | –    |      | –    |      | –    | –    | —        |
| Dubai                | –    |      | –    |      | –    |      | –    |      | 1    | –    | –    | 1 × 1R   |
| Indian Wells         | –    | –    | –    | –    | S    |      | 3    | –    | 3    | –    | –    | 1 × S    |
| Miami                | –    | –    | –    | –    | AF   |      | F    | –    | AF   | –    | –    | 1 × F    |
| Rom                  | –    | –    | –    | –    | –    | –    | –    | VF   | 2    | –    | AF   | 1 × VF   |
| Madrid               | –    | –    | –    | –    | –    |      | –    | AF   | 2    | –    | 2    | 1 × AF   |
| Cincinnati           | –    | –    | –    | –    | –    | –    | 2    | –    | –    | 1    | –    | 1 × 2R   |
| Kanada               | Q1   | Q2   | 1    | –    | S    |      | AF   | AF   | 1    | 1    | 2    | 1 × S    |
| Wuhan                | –    | –    | –    | –    | –    |      |      |      |      | –    |      | —        |
| Peking               | –    | –    | –    | –    | VF   |      |      |      | –    | –    |      | 1 × VF   |
| Guadalajara          |      |      |      |      |      |      |      | AF   | –    |      |      | 1 × AF   |
| Olympische Spiele    |      | –    |      |      |      | –    |      |      |      | 2    |      | 1 × 2R   |
| Billie Jean King Cup | –    | –    | PO   | 1    | PO   | –    | –    |      |      |      |      | 2 × PO   |

Zeichenerklärung: S = Turniersieg; F, HF, VF, AF = Einzug ins Finale, Halb-, Viertel-, Achtelfinale; 1, 2, 3 = Ausscheiden in der 1., 2., 3. Haupt- / Finalrunde; Q1, Q2, Q3 = Ausscheiden in der 1., 2. 3. Qualifikationsrunde; RR = Round Robin (Gruppenphase); nicht ausgetragen oder andere Kategorie; PO (Playoff), P2 = Auf-/Abstiegsrunde zur Weltgruppe I/II im Fed Cup; W2, K1, K2, K3 = Teilnahme in der Weltgruppe II, Kontinentalgruppe I, II, III im Fed Cup.

## Auszeichnungen

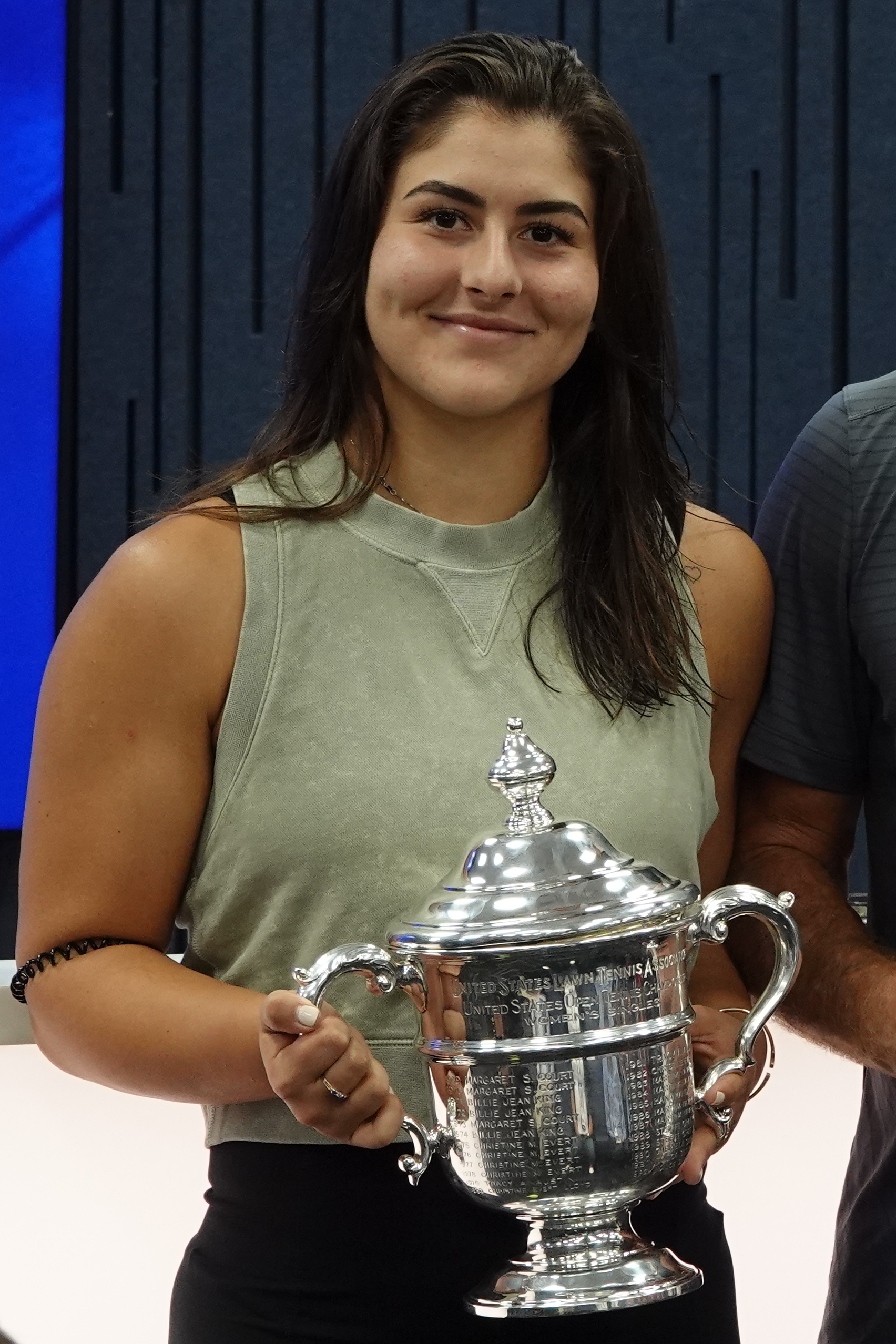
Bianca Andreescu nach ihrem Erfolg bei den US Open 2019

- WTA Newcomer of the Year – 2019[8]
- Lou Marsh Trophy – 2019[9]